# Nigramma dialeuca
Nigramma dialeuca là một loài bướm đêm trong họ Noctuidae.